# Honda Electronic Steering Damper
HESD staat voor: Hydraulic Electronic Steering Damper of Honda Electronic Steering Damper.
Dit is een stuurdemper voor motorfietsen die werd ontwikkeld door Honda in samenwerking met Kayaba. Deze stuurdemper krijgt een aantal elektronische signalen (met name snelheid en acceleratie) en aan de hand daarvan wordt de demping aangepast. Een grote vlinderklep die in een demperkamer beweegt ondervindt tegenwerking van olie, die afhankelijk van de snelheid via variabele doorstroomkanalen weggepompt wordt.